# أوبري إيبس
أوبري إيبس (بالإنجليزية: Aubrey Epps)‏ هو لاعب كرة قاعدة أمريكي، ولد في 3 مارس 1912 في ممفيس في الولايات المتحدة، وتوفي في 13 نوفمبر 1984 في أكرمان في الولايات المتحدة.